# The Ballads 〜Love & B'z〜
《The Ballads 〜Love & B'z〜》，是日本樂團B'z在2002年所發行的抒情精選輯。

## 簡介
- 通稱為Ballads BEST(バラベス)，白盤。
- 收錄歌曲主要是以專輯裡的歌及發行過的單曲為主。
- 在2000年B'z發行第3張精選輯B'z The "Mixture"時，就有想要發行抒情精選輯的想法，原本預定為2001年冬天發行，但最後延至2002年冬天才發行。
- 專輯構造為外型以紙製成的專輯盒，裡面放了一本童話書，CD就夾在書的最後一頁，以B'z歷年來的作品來看，此張精選輯的包裝相當特別。
- 最終銷量約171.3萬張，為日本最暢銷專輯第107名。

## 收錄曲
1. いつかのメリークリスマス　(5:34)
2. ALONE　(6:20)
3. 今夜月の見える丘に　(4:10)
4. HOME　(4:20)
5. Calling　(5:54)
6. TIME　(4:57)
7. 消えない虹　(3:36)
8. 月光　(5:32)
9. ハピネス　(4:49)
10. もう一度キスしたかった　(4:38)
11. 泣いて 泣いて 泣きやんだら 　(3:38)
12. ONE 　(4:11)
13. Everlasting　(3:40)
14. GOLD 　(5:35)
15. SNOW　(9:42)

## 製作人員
- 松本孝弘：吉他、全曲作曲、編曲
- 稲葉浩志：主唱、全曲作詞、編曲
- 明石昌夫：貝斯、編曲
- 徳永暁人：貝斯・編曲
- 池田大介:合成器・弦樂器，編曲
- 山木秀夫：鼓
- 青山純：鼓
- 田中一光：鼓
- 黒瀬蛙一：鼓
- 中村“キタロー”幸司：貝斯
- 伊藤広規：貝斯
- 満園庄太郎：貝斯
- バカボン鈴木:貝斯
- 青木智仁:貝斯
- 小野塚晃：鋼琴
- 和泉宏隆：鋼琴，手風琴
- 增田隆宣:電子琴
- 斎藤ノブ：パーカッション
- 篠崎Strings：ストリングス
- TAMA MUSIC：ホーン
- HIIRO STRINGS（日色ストリングス）：ストリングス
- 古川真一:合音
- 甲斐冴子（So-Fi）:合音
- B.B.IKKIES：合音
- B+U+M